# Gott ist mein König

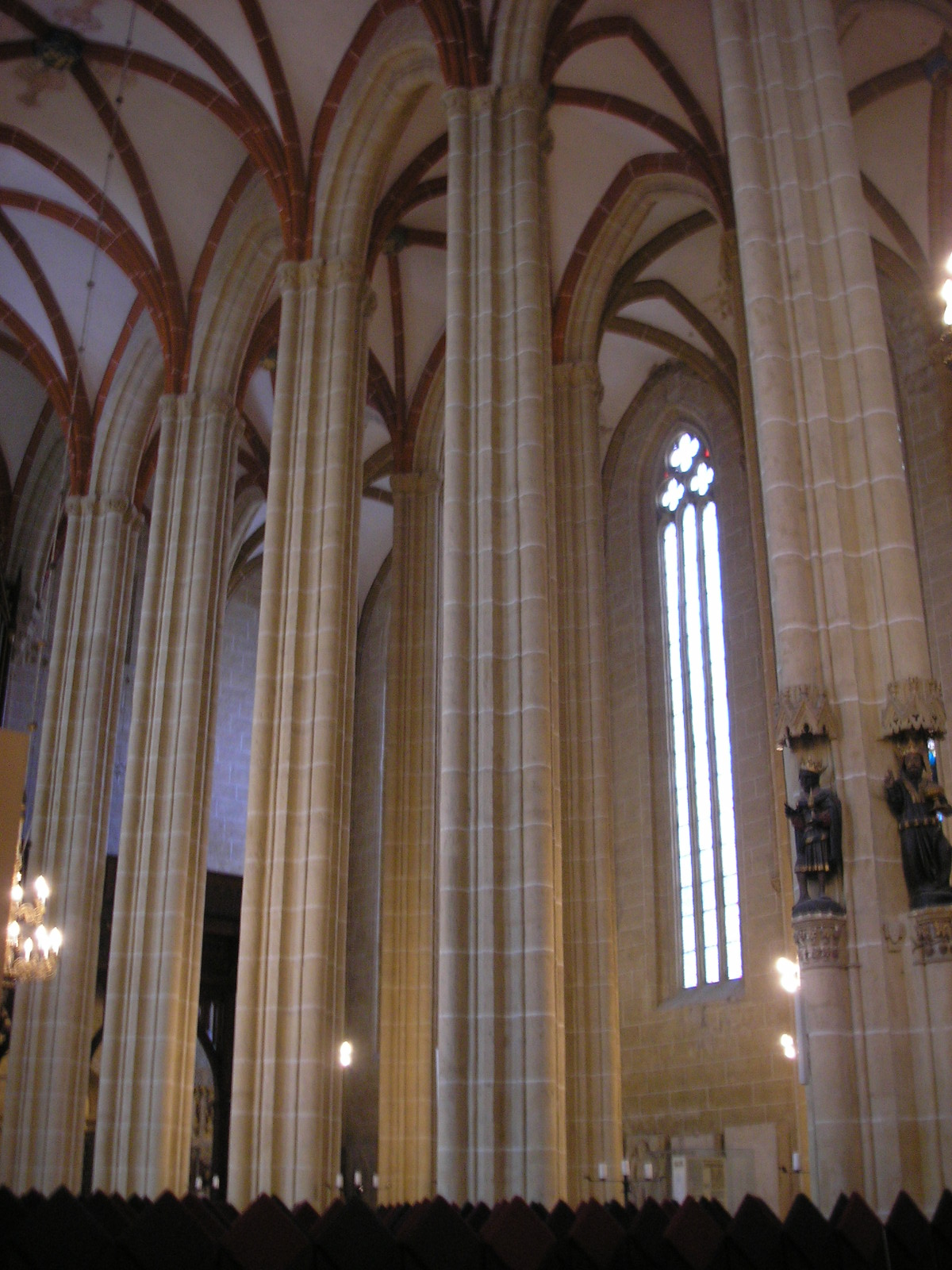
Marienkirche i Mühlhausen

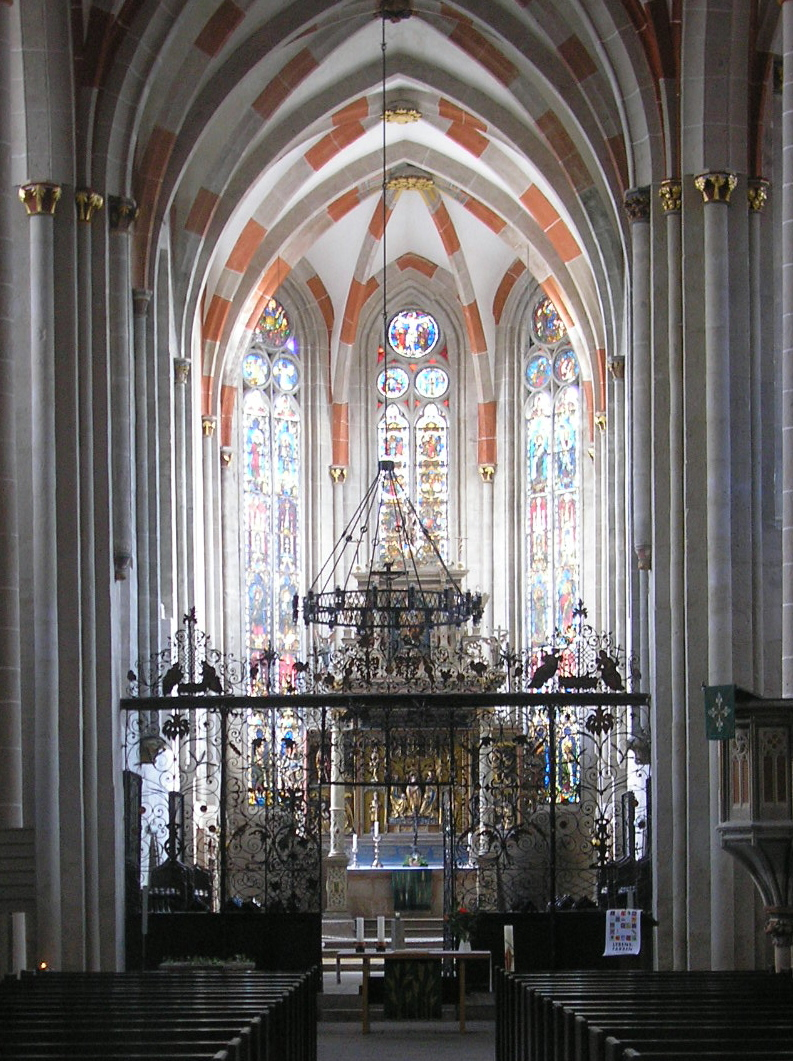
Divi-Blasii-Kirche. Koret

Gott ist mein König ("Gud är min konung") (BWV 71) är en kantat med sju satser, skriven av Johann Sebastian Bach och uruppförd i Mühlhausen 1708.

## Tillkomst och framförande
Av stadsrådet i Mühlhausen i Thüringen fick Bach i uppdrag att skriva en kantat. Anledningen var att ett nytt stadsråd och två nya borgmästare, Adolf Streicher och Georg Adam Steinbach, skulle tillträda. Dessutom skulle det gamla stadsrådet och borgmästarna avtackas och hedras. Stadsrådet och borgmästarna byttes ut varje år och det var en tradition att ett vokalverk skulle framföras under gudstjänsten som hölls i samband med ämbetsskiftet. Det tillhörde också traditionen att rådet bekostade tryckningen av verket, inklusive partituret. Detta skedde även denna gång och detta skulle bli den enda kantat av Bach som trycktes i sin helhet under hans levnadstid och som har bevarats till idag (tryckta libretton finns däremot bevarade av många av hans kantater).
Verket uruppfördes lördagen den 4 februari 1708 i Marienkirche i Mühlhausen. Dessutom uppfördes det även dagen därpå, denna gång i Divi-Blasii-Kirche där Bach varit kantor sedan juli 1707. Jämfört med tidigare års bidrag var Gott ist mein König både längre och mer komplicerat än vanligt, trots att Bach med sina 22 år var relativt ung vid tillfället. Dessutom krävdes fler musiker än vanligt. Rådet blev starkt imponerat, vilket så småningom ledde till att Bach fick i uppdrag att skriva även 1709 och 1710 års Ratswechselkantate (Rådbyteskantat), trots att han då hade avslutat sin tjänst vid Divi-Blasii-Kirche och fått en ny tjänst vid hovet i Weimar. Dessa kantater är dock tyvärr försvunna.

## Besättning
Bach delade in musikerna i sju klanggrupper eller körer som han kallade det. Dessa var
- Instrumentalkör I bestående av  3 trumpeter och Timpani,
- Instrumentalkör II med 2 violiner, 1 viola och 1 violone,
- Instrumentalkör III med 2 oboer och 1 fagott,
- Instrumentalkör IV med 2 blockflöjter och 1 cello
- Vokalkör I bestående av en sopran-, en alt-, en tenor- och en bassolist
- Vokalkör II: Bakgrundskör (sopraner, altar, tenorer och basar)
- Orgel

## Verkets uppbyggnad
Kantaten är indelad i sju satser. Vem som skrev texten är okänt men tänkbara kandidater är Bach eller Georg Christian Eilmar, pastorn vid Marienkirche. Till stor del grundar sig texten på bibeln. Den tar cirka 18 minuter att framföra 

### Första satsen:Gott ist mein König
Den första satsen går i C-dur och börjar kraftigt med att kören sjunger Gott starkt två gånger. Texten går sedan ”Gott ist mein König von Alters her, der alle Hülfe tut, so auf Erden geschieht”, vilket är hämtat ur Psaltaren. Musikeruppsättningen växlar mellan 
- Vokalkör I och instrumentalkör II och
- Vokalkör II och instrumentalkör I-IV

### Andra satsen:Ich bin nun achtzig Jahr
Den andra satsen är en aria i e-moll för tenor och sopran (tempobeteckning Andante) med ackompanjemang av orgeln. Tenorens text är hämtad ur andra Samuelsboken och handlar i detta sammanhang om någon gammal rådsmedlem eller borgmästare som vill slå sig till ro på ålderns höst . Sopranen kommer in efter ett tag och sjunger 6:e versen av koralen O Gott, du frommer Gott , vars text skrevs Johann Heerman 1630. Denna text handlar på liknande sätt om en själ som förbereder sig för ålderdomen och efter ett tag vävs stämmorna in i varandra.

### Tredje satsen:Dein alter sei wie deiner Jugend
Den tredje satsen är fuga i a-moll för vokalkör I och orgel vars text är uppbyggd av två bibelcitat. Det första, ur femte Moseboken, får tjäna som subjekt och lyder Dein alter sei wie deiner Jugend. Texten till kontrasubjektet är istället hämtat ur första Moseboken och lyder Gott ist mit dir in allem, das du tust

### Fjärde satsen:Tag und Nacht ist dein
Fjärde satsen är en aria i F-dur för solobas ackompanjerad av instrumentalkör III och IV och orgeln. Texten är riktad till Gud och är hämtad ur Psaltaren 

### Femte satsen:Durch mächtige Kraft
Den femte satsen är en altaria i C-dur (tempobeteckning vivace), där alten ackompanjeras av orgeln och instrumentalkör I. Texten  handlar om krig och önskan om att få fred. Detta syftar på det spanska tronföljdskriget som pågick vid denna tid.

### Sjätte satsen:Du wollest dem Feinde nicht geben die Seele deiner Turteltauben
Den sjätte satsen är en stillsam körsats i c-moll vars hela text ryms i rubriken ovan och åter igen är hämtad ur Psaltaren. Samtliga sångare och alla instrument förutom pukorna och trumpeterna är delaktiga i satsen. Turteltaube betyder turturduva och både vokalkörerna och cellisterna härmar en duva på olika sätt.

### Sjunde satsen:Das neue Regiment
I den sjunde och sista satsen (i C-dur) är precis som i den första satsen alla körer inblandade. Texten uttrycker en önskad om att den nya stadsstyrelsen ska få ett framgångsrikt ämbetsår. Den dåvarande Kejsaren Joseph I nämns i texten. Detta beror på att Mühlhausen var en fri riksstad (Freie Reichsstadt) vilket innebar att staden åtminstone på pappret var riksomedelbar (Reichsunmittelbar), vilket betydde att stadsrådet lydde direkt under kejsaren.
Från att i de första satserna främst rikta in sig på det gamla avgående rådet koncentrera sig u alltså texten på det nya styret.
Efter att ha varit väldigt kraftfull slutar satsen mjukt med att först de två oboerna och sedan de två blockflöjterna spelar två toner unisont. Denna effekt att kontrastera ett kraftfullt parti med ett mjukt slut var vanligt under perioden då kantaten skrevs.

### Fotnoter
1. ↑  Gott ist mein König (partitur), Hänssler-Verlag, 1984, s.5. Jämför även med de angivna längderna av inspelningarna på
2. ↑  Gott ist mein König (partitur), Hänssler-Verlag, 1984
3. ↑  Ps 74:12. Se
4. ↑  Ich bin nun achtzig Jahr, warum soll dein Knecht sich mehr beschweren? Ich will umkehren, dass ich sterbe in meiner Stadt, bei meines Vaters und meiner Mutter Grab (Gott ist mein König, partitur, Hänssler-Verlag, 1984)
5. ↑  2 Sam 19:35 och 37. Se svensk version  och tysk version  Arkiverad 2 mars 2009 hämtat från the Wayback Machine. (här vers 36 och 38)
6. 1 2 3  Isoyama, Tadashi (1995). Booklet till BIS-CD-781
7. ↑  5 Mos 33:25. I Karl XII:s bibel lyder denna "Din ålder vare såsom din ungdom" (se ), vilket är en bättre översättning än det moderna ”Så länge du lever, må din kraft bestå” (se ). Hursomhelst kan detta också tolkas som en önskan att någon gammal rådsmedlem eller borgmästare ska få en bra ålderdom)
8. ↑  1 Mos 21:22. "Gud är med dig i allt vad du gör" i 1917 års svenska översättning, se
9. ↑  Ps 74:16-17. Texten är Tag und Nacht ist dein. Du machest, dass beide, Sonn und Gestirn, ihren gewissen Lauf haben. Du setzest einem jeglichen Lande seine Grenze (jämför med  Arkiverad 23 februari 2009 hämtat från the Wayback Machine.). Ett förslag till översättning är: Dagen är din, och även natten är din. Du gör så att både solen och stjärnorna följer sina bestämda banor. Du har fastställt alla länders gränser (baserat på )
10. ↑  Durch mächtige Kraft, erhältst du unsre Grenzen, hier muss der Friede glänzen, wenn Mord und Kriegessturm, Sich allerort erhebt. Wenn Kron und Zepter bebt, hast du das Heil geschafft, durch mächtige Kraft!
11. 1 2 3  Whittaker, W.G. (1978), s.39
12. ↑  Ps 74:19. Översättning: Lämna ej ut din turturduvas själ till fienden
13. ↑  Whittaker s.43
14. ↑  Kör avser här klanggrupp, se ovan.